# عبدالغفور امان زاده
عبدالغفور امان زاده (زاده ۱۳۳۵) نمایندهٔ اهل‌سنت دورهٔ دوازدهم مجلس شورای اسلامی از حوزهٔ انتخابیهٔ گرگان و آق قلا در استان گلستان است که با کسب ۵۱۵۸۲ رای به مجلس شورای اسلامی راه پیدا کرد.